# Temnurus temnurus
La dendrogazza codadentata (Temnurus temnurus (Temminck, 1825)) è un uccello passeriforme della famiglia dei Corvidi, nell'ambito della quale rappresenta l'unica specie ascritta al genere Temnurus Lesson, 1831.

## Etimologia
Il nome scientifico del genere, Temnurus, deriva dall'unione delle parole greche τεμνω (temnō, "tagliare") e ουρα (oura, "coda"), col significato di "coda tagliata", in riferimento alla conformazione della coda: il nome della specie è un caso di tautonimia, in quanto ripete quello del genere.

## Descrizione

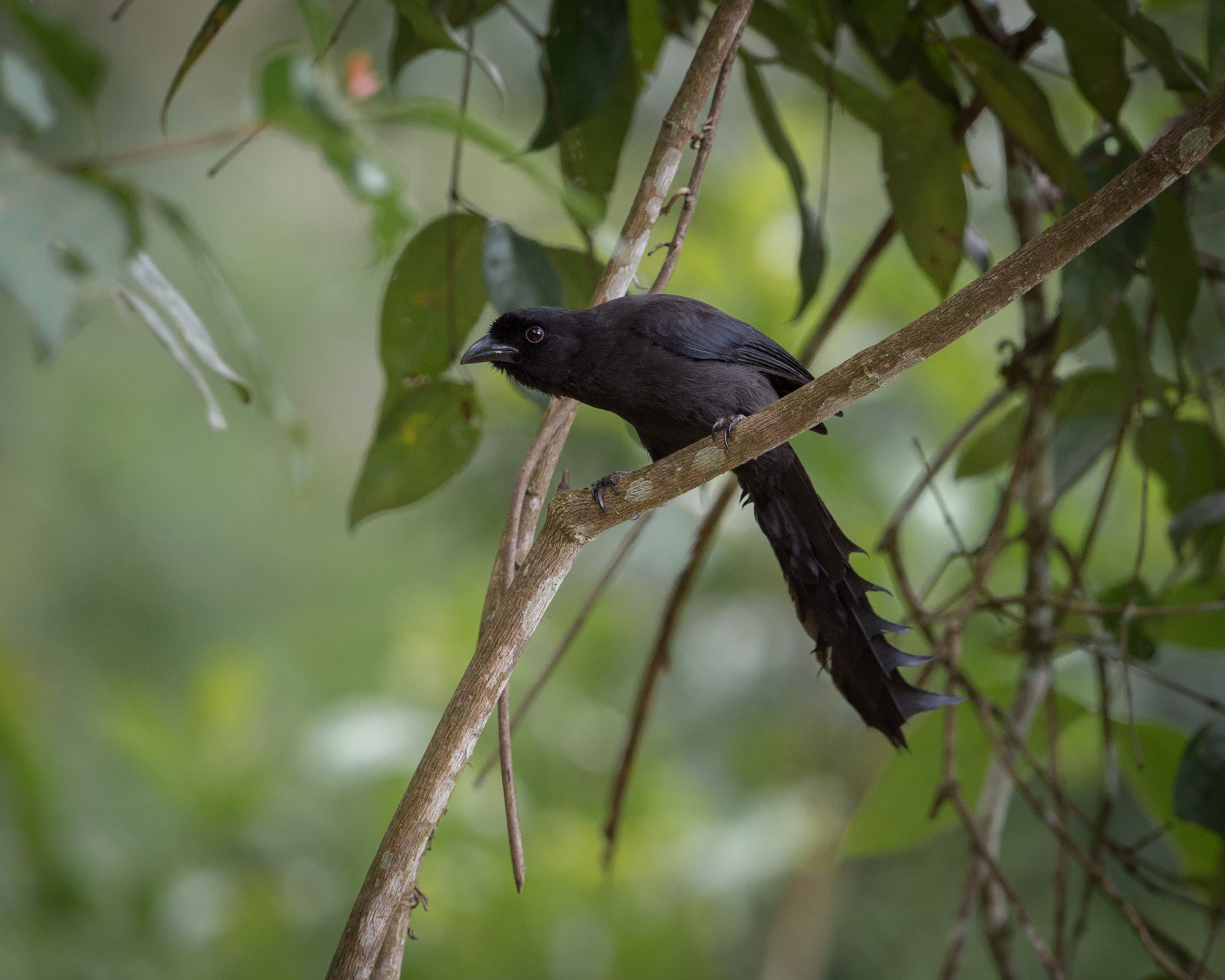
Esemplare in natura.

### Dimensioni
Misura 32-35 cm di lunghezza, per 138 g di peso.

### Aspetto
Si tratta di uccelli dall'aspetto tozzo e robusto, muniti di testa arrotondata con robusto becco conico piuttosto corto e lievemente ricurvo verso il basso, ali appuntite e digitate, zampe forti e caratteristica coda lunga quanto il corpo e dai margini laterali zigzaganti e lievemente filamentosi, alla quale questi animali devono sia il nome comune che il nome scientifico.
Il piumaggio è completamente nero, più scuro e sericeo su testa, petto e dorso e più opaco e lucido sul resto del corpo: anche il becco e le zampe sono neri, mentre gli occhi sono di colore bruno-rossiccio scuro. Non esiste dimorfismo sessuale apprezzabile.

## Biologia
Si tratta di uccelli diurni, che vivono solitamente in coppie e passano la maggior parte della giornata nella canopia o fra i rami dei cespugli e degli alberi, pronti a nascondersi nel folto della vegetazione al minimo segnale di pericolo.
Si tratta di uccelli dal repertorio vocale piuttosto variegato, che possiedono tutta una serie di richiami che vanno da aspri pigolii bitonali ripetuti a coppie ai gracchi tipici dei corvidi, ad altri versi zufolanti e metallici: non di rado le coppie duettano, coi due esemplari che si alternano nel vocalizzare.

### Alimentazione
La dieta di questi uccelli è poco conosciuta: finora essi sono stati osservati mentre si cibavano di invertebrati e (in un singolo caso) piccoli vertebrati, ma è verosimile pensare che la dendrogazza codadentata sia onnivora e si cibi anche di alimenti di origine vegetale.

### Riproduzione
Si tratta di uccelli monogami, nei quali le coppie sono molto unite e rimangono insieme per anni, forse per la vita, riproducendosi annualmente fra aprile e giugno.
Il nido, a forma di coppa appiattita, viene costruito con rametti e radichette: alla sua costruzione partecipano ambedue i sessi, mentre la cova è appannaggio esclusivo della femmina (imbeccata e protetta dal maschio, che raramente si allontana dal nido).

I pulli, ciechi ed implumi alla schiusa, vengono imbeccati da entrambi i genitori: essi s'involano attorno alle tre settimane dalla schiusa, ma si allontanano definitivamente dal nido solo a un mese e mezzo di vita.

## Distribuzione e habitat
La dendrogazza codadentata vive nel Sud-est asiatico, dove, con areale disgiunto, popola l'area di confine fra Tenasserim nord-orientale e Thailandia centrale (parco nazionale di Kaeng Krachan), l'isola di Hainan, l'area fra Tonchino, Annam centrale e Laos orientale e l'area di confine fra Cocincina settentrionale e Cambogia orientale.
L'habitat di questi uccelli è rappresentato dalla foresta pluviale di latifoglie fino a 1500 m di quota.

## Tassonomia
Sebbene la popolazione sud-occidentale possieda richiami distinti dalle altre, che non rispondono ad essi (e viceversa), in attesa di studi molecolari che evidenzino un'eventuale revisione della tassonomia della specie essa viene considerata monotipica.